# Truglevattnet
Truglevattnet är en sjö i Munkedals kommun i Bohuslän och ingår i Örekilsälvens huvudavrinningsområde. Sjön är 6,4 meter djup, har en yta på 0,045 kvadratkilometer och befinner sig 100 meter över havet.